# Clerodendrum pynaertii
Clerodendrum pynaertii là một loài thực vật có hoa trong họ Hoa môi. Loài này được De Wild. mô tả khoa học đầu tiên năm 1909.